# ジェフ・ランプキン
ジェフ・ランプキン（Jeff Lampkin、1959年9月21日 - ）は、アメリカ合衆国の男性プロボクサー。オハイオ州ヤングスタウン出身。元IBF世界クルーザー級王者。

## 来歴
1980年6月18日、ランプキンはプロデビューを果たし初回TKO勝ちで白星でデビューを飾った。
1981年10月29日、全米オハイオ州ヘビー級王者で後のIBF世界ライトヘビー級王者チャールズ・ウィリアムズと対戦し6回TKO勝ちで王座獲得に成功した。
1982年6月11日、ウィーリー・エドワーズと対戦し10回0-3の判定負けでデビューからの連続KO記録は16でストップしキャリア初黒星を喫した。
1983年12月14日、後のWBA世界スーパーミドル級王者フルヘンシオ・オベルメヒアスと対戦し8回判定負け。
1987年6月23日、シェーマン・グリフィンとUSBA全米クルーザー級王座決定戦を行い12回1-2(112-118、114-116、114-113)の判定負けで王座獲得に失敗した。
1988年11月17日、USBA全米クルーザー級王者で元WBC世界クルーザー級王者アルフォンソ・ラトリフと対戦し5回2分14秒TKO勝ちで王座獲得に成功した。
1989年2月14日、ワリ・ムハンマドと対戦し12回41秒TKO勝ちで初防衛に成功した。
1990年3月22日、IBF世界クルーザー級王者グレン・マクローリーと対戦し3回2分20秒KO勝ちで王座獲得に成功した。
1990年7月28日、シーザ・マカティニと対戦し8回に左ボディフックでマカティニをカウンテッドアウト。8回2分4秒KO勝ちで初防衛に成功した。
1991年7月にIBF世界クルーザー級王座を剥奪された。
1993年6月8日、後のIBF世界クルーザー級王者アーサー・ウィリアムスと対戦し10回判定負け。
1993年12月4日、WBCインターナショナルヘビー級王者で後のWBO世界ヘビー級王者ハービー・ハイドと対戦し2回KO負けで王座獲得に失敗した。
1995年1月13日、後のIBO世界ヘビー級王者ブライアン・ニールセンと対戦し8回判定負け。
1997年6月27日、エゥム・スペイトと対戦し4回TKO勝ちを最後に現役を引退した。

## 獲得タイトル
- 全米オハイオ州ヘビー級王座
- USBA全米クルーザー級王座
- 第6代IBF世界クルーザー級王座(防衛1=剥奪)